# William Seward
William Henry Seward (Florida (New York), 16 mei 1801 – Auburn (New York), 10 oktober 1872) was een Amerikaans politicus die als minister van Buitenlandse zaken onder de presidenten Abraham Lincoln en Andrew Johnson diende.
Seward genoot onderwijs aan het Union College in Schenectady, New York en begon zijn carrière als advocaat. In 1830 begon hij zijn politieke loopbaan als senator in de senaat van de staat New York. In 1839 werd hij gekozen als gouverneur van die staat, een positie die hij vier jaar zou bekleden. Al vroeg kreeg hij een sterke afkeer van het instituut van de slavernij, wat zijn verdere loopbaan zou bepalen. In 1848 werd Seward gekozen tot de Amerikaanse Senaat waar hij de anti-slavernij factie van de Whig Party aanvoerde. Hij steunde Zachary Taylors kandidatuur voor het presidentschap en keerde zich zowel tegen de Fugitive Slave Act (de ontsnapte slavenwet) als tegen het Compromis van 1850.
In 1855 keerde Seward de Whig Party de rug toe. Hij sloot zich aan bij de nieuw gevormde Republikeinse Partij en werd het jaar daarop herkozen als senator. Zowel bij de presidentsverkiezingen van 1856 als die van 1860 deed hij een gooi naar het presidentschap, maar in beide jaren kozen de Republikeinen een andere kandidaat. In 1860 schaarde hij zich ten slotte achter Lincoln, die de verkiezingen won. Seward werd benoemd tot Secretary of State (minister van Buitenlandse Zaken) en maakte zich tijdens de Amerikaanse Burgeroorlog verdienstelijk door de grotere Europese mogendheden buiten de oorlog te houden.
Seward was een van doelwitten van het complot rond de moord op Lincoln op 14 april 1865. Hij raakte zwaar gewond na de moordaanslag van Lewis Powell, maar herstelde na een aantal maanden en bleef aan als minister, nu in het kabinet van Johnson. 
In 1867 rondde hij de onderhandelingen met Rusland af over de aankoop van Russisch-Amerika, het huidige Alaska. De Verenigde Staten kochten het territorium voor 7,2 miljoen dollar. Daar velen Alaska als een noordelijk ijslandschap met weinig potentieel zagen, werd de koop denigrerend afgedaan als Seward's Folly of Seward's Icebox (Sewards dwaasheid of Sewards ijskist). In diezelfde periode bepleitte hij een “Amerikaanse Noordpool”, door Groenland en IJsland te kopen, met het doel om Canada te “omsingelen” en vervolgens mogelijk te annexeren.
Met het aantreden van president Grant in 1869 nam Seward afscheid van de politiek. Op 10 oktober 1872 overleed hij in zijn huis in Auburn, New York. William Seward werd 71 jaar oud. Hij was getrouwd met Frances Adeline Miller en met haar kreeg hij zes kinderen, waaronder Augustus, Frederick en William H. Seward jr.
Jefferson ·
Randolph ·
Pickering ·
Marshall ·
Madison ·
Smith ·
Monroe ·
Adams ·
Clay ·
Van Buren ·
Livingston ·
McLane ·
Forsyth ·
Webster ·
Upshur ·
Calhoun ·
Buchanan ·
Clayton ·
Webster ·
Everett ·
Marcy ·
Cass ·
Black ·
Seward ·
Washburne ·
Fish ·
Evarts ·
Blaine ·
Frelinghuysen ·
Bayard ·
Blaine ·
Foster ·
Gresham ·
Olney ·
Sherman ·
Day ·
Hay ·
Root ·
Bacon ·
Knox ·
Bryan ·
Lansing ·
Colby ·
Hughes ·
Kellogg ·
Stimson ·
Hull ·
Stettinius ·
Byrnes ·
Marshall ·
Acheson ·
Dulles ·
Herter ·
Rusk ·
Rogers ·
Kissinger ·
Vance ·
Muskie ·
Haig ·
Shultz ·
Baker ·
Eagleburger ·
Christopher ·
Albright ·
Powell ·
Rice ·
Clinton ·
Kerry ·
Tillerson ·
Pompeo ·
Blinken
- Bibsys: 1071462
- Biblioteca Nacional de España: XX1438224
- Bibliothèque nationale de France: cb166776495 (data)
- CiNii: DA05676572
- Gemeinsame Normdatei: 118796828
- International Standard Name Identifier: 0000 0000 8223 5006
- Library of Congress Control Number: n50001408
- National Archives and Records Administration: 10581244
- Nationale Bibliotheek van Israël: 987007463381705171
- Nationale en Universitaire bibliotheek Zagreb: 000194907
- Nederlandse Thesaurus van Auteursnamen: 071237518
- SNAC: w63g5gp7
- Système universitaire de documentation: 137207263
- Biographical Directory of the United States Congress: S000261
- Virtual International Authority File: 42616145
- WorldCat: E39PBJmhQq9df36xvrmdjTy68C